# Абакан (хан)

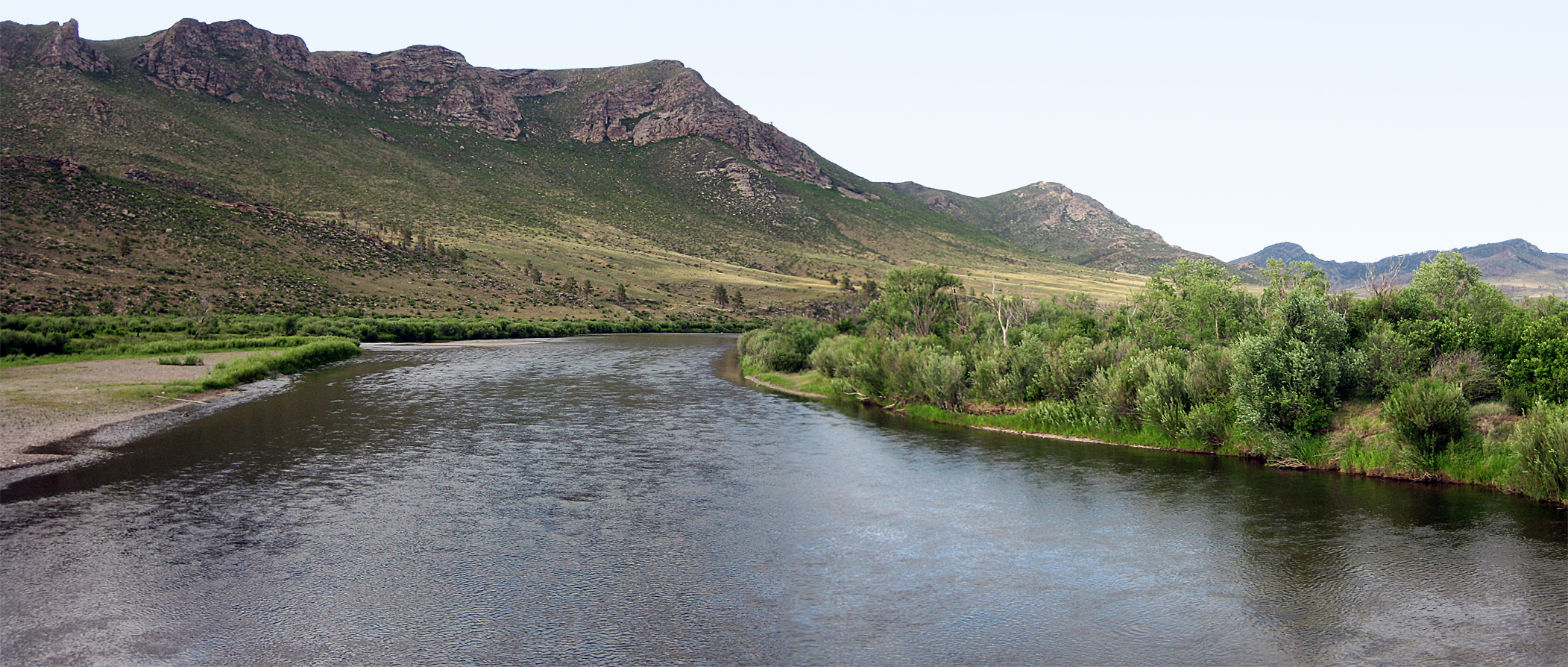
Река Онон

Абакан, или Абакош, — хан бурятского улуса на реке Ононе, в Забайкальской области (позднее в Дальневосточной области РСФСР, затем в Дальневосточном крае).
Абакош княжил приблизительно в середине XVII века и сначала очень враждебно встретил водворение русских. При красноярском воеводе Петре Протасьеве он убил посланных к нему с подарками русских послов, привёзших ему дорогие подарки в 1650 году.
Однако затем один из первых бурятских султанов неожиданно сменил гнев на милость и перешёл из китайского подданства под знамёна Русского царства в 1653 году, прислав в качестве извинения шерть.